# Johnnie Ray
John Alvin Ray, detto Johnnie (Hopewell, 10 gennaio 1927 – Los Angeles, 24 febbraio 1990), è stato un cantante e pianista statunitense.

## Biografia
Nato in Oregon, ha ottenuto successo nel 1951 con i brani Cry e The Little White Cloud That Cried. In particolare Cry, cantata con il gruppo di coristi Four Lads, è rimasta al vertice della classifica per undici settimane.  Ray da adolescente rimase parzialmente sordo.
Ha spesso duettato nella prima metà degli anni '50 con Doris Day. Tra le altre sue interpretazioni più conosciute vi sono Walkin' My Baby Back Home, Please Mr. Sun, Here Am I-Broken Hearted, Somebody Stole My Gal, Just Walkin' in the Rain e Yes Tonight Josephine, tutte pubblicate negli anni '50.
Appare nel film Follie dell'anno (1954). Inoltre ha preso parte a diverse produzioni televisive tra cui The Ed Sullivan Show e The Jackie Gleason Show.
La band inglese Dexy's Midnight Runners in ricordo l'ha menzionato nel video Come On Eileen del 1982, brano prodotto dalla Mercury e cantato da Kevin Rowland.
Johnnie Ray è inserito nella Hollywood Walk of Fame.

## Discografia

### Album
- 1952 – Johnnie Ray (Columbia Records, CL 6199)
- 1954 – At the London Palladium (Philips Records, BBR 8001) Live, pubblicato in UK
- 1955 – I Cry for You (Columbia Records, CL 2510)
- 1956 – Johnnie Ray (Epic Records, LN 1120)
- 1957 – The Big Beat (Columbia Records, CL 961)
- 1958 – Johnnie Ray in Las Vegas (Columbia Records, CL 1093) Live
- 1958 – 'Til Morning (Columbia Records, CL 1225)
- 1958 – Johnnie Ray's Greatest Hits (Columbia Records, CL 1227) ripubblicato nel 1971 con il titolo di The Best of Johnnie Ray (Harmony Records, H 30609)
- 1959 – On the Trail (Columbia Records, CL 1385/CS 8180)
- 1959 – A Sinner Am I (Philips Records, BBL 7348) pubblicato in UK
- 1962 – Johnnie Ray (Liberty Records, LRP-3221/LST-7221) ripubblicato nel 1966 con il titolo di Mr. Cry (Sunset Records, SUS-5125)

### Singoli
- 1951 – Whiskey and Gin / Tell the Lady I Said Goodbye (Okeh Records, 6809) a nome Johnnie Ray with Maurice King and His Wolverines
- 1951 – The Little White Cloud That Cried / Cry (Okeh Records, 6840) a nome Johnnie Ray & The Four Lads with Orchestral Acc.
- 1952 – Please Mr. Sun / Here Am I - Broken Hearted (Columbia Records, 39636)
- 1952 – Because of You / Cry (Columbia Records, 39659) Because of You di Tony Bennett
- 1952 – What's the Use? / Mountains in Moonlight (Columbia Records, 39698)
- 1952 – Coffee and Cigarettes / Don't Blame Me (Columbia Records, 39700)
- 1952 – Walking My Baby Back Home / Out in the Cold Again (Columbia Records, 39701)
- 1952 – Don't Take Your Love from Me / The Lady Drinks Champagne (Columbia Records, 39702)
- 1952 – All of Me / Give Me Time (Columbia Records, 39703)
- 1952 – What's the Use? / A Guy Is a Guy (Columbia Records, 39729) A Guy Is a Guy di Doris Day
- 1952 – Walkin' My Baby Back Home / Give Me Time (Columbia Records, 39750)
- 1952 – All of Me / A Sinner Am I (Columbia Records, 39788)
- 1952 – Gee But I'm Lonesome / Don't Say Love Has Ended (Columbia Records, 39814)
- 1952 – Love Me (Baby Can't You Love Me) / Faith Can Move Mountains (Columbia Records, 39837)
- 1952 – The Thing I Might Have Been / The Commandments of Love (Columbia Records, 39897)
- 1952 – A Touch of God's Hand / I'm Gonna Walk and Talk with the Lord (Columbia Records, 39908)
- 1953 – Mr. Midnight / Oh, What a Sad, Sad Day (Columbia Records, 39939) a nome Johnnie Ray with Paul Weston & His Orchestra/Johnnie Ray with The Four Lads & The Buddy Cole Quartet
- 1953 – Somebody Stole My Gal / Glad Rag Doll (Columbia Records, 39961)
- 1953 – Satisfied / With These Hands (Columbia Records, 40006) a nome Johnnie Ray with The Buddy Cole Quartet
- 1953 – All I Do Is Dream of You / Tell the Lady I Said Goodbye (Columbia Records, 40046)
- 1953 – Please Don't Talk About Me When I'm Gone / An Orchid for the Lady (Columbia Records, 40090)
- 1954 – Why Should I Be Sorry? / You'd Be Surprised (Columbia Records, 40154)
- 1954 – Such a Night / Destiny (Columbia Records, 40220)
- 1954 – Hernando's Hideaway / Hey There (Columbia Records, 40224)
- 1954 – Going-Going-Gone / To Ev'ry Girl-To Ev'ry Boy (Columbia Records, 40252)
- 1954 – Papa Loves Mambo / The Only Girl I'll Ever Love (Columbia Records, 40324)
- 1954 – If You Believe / Alexander's Ragtime Band (Columbia Records, 40391) a nome Johnnie Ray with Percy Faith & His Orch.
- 1954 – As Time Goes By / Nobody's Sweetheart (Columbia Records, 40392)
- 1955 – Parade of Broken Hearts / Paths of Paradise (Columbia Records, 40435)
- 1955 – Flip, Flop and Fly / Thine Eyes Are As the Eyes of a Dove (Columbia Records, 40471) a nome Johnnie Ray with Les Elgart and His Orchestra
- 1955 – Song of the Dreamer / I've Got So Many Million Miles (Columbia Records, 40528)
- 1955 – Johnnie's Comin' Home / Love, Love, Love (Columbia Records, 40578)
- 1955 – Who's Sorry Now / A Heart Corners in Handy (Columbia Records, 40613) a nome Johnnie Ray with Paul Weston and His Orchestra and The Mellomen
- 1956 – Ain't Misbehavin' / Walk Along with Kings (Columbia Records, 40649)
- 1956 – Because I Love You / Goodbye, Au Revoir, Adios (Columbia Records, 40695)
- 1956 – Just Walking in the Rain / In the Candlelight (Columbia Records, 40729)
- 1956 – You Don't Owe Me a Thing / Look Homeward Angel (Columbia Records, 40803)
- 1957 – Yes Tonight, Josephine / No Wedding Today (Columbia Records, 40893)
- 1957 – Build Your Love (On a Strong Foundation) / Street of Memories (Columbia Records, 40942)
- 1957 – Pink Sweater Angel / Texas Tambourine (Columbia Records, 41002)
- 1957 – Miss Me Just a Little / Soliloquy of a Fool (Columbia Records, 41069)
- 1958 – Plant a Little Seed / Strollin' Girl (Columbia Records, 41124)
- 1958 – Endlessly / Lonely for a Letter (Columbia Records, 41162)
- 1958 – Up Until Now / No Regrets (Columbia Records, 41213)
- 1958 – What More Can I Say / You're the One Who Knows (Columbia Records, 41280)
- 1959 – One Man's Love Song Is Another Man's Blues / When's Your Birthday, Baby (Columbia Records, 41327)
- 1959 - Call Me Yours / Here and Now (Columbia Records, 41372)
- 1959 – I'll Never Fall in Love Again / You're All That I Live For (Columbia Records, 41438)
- 1959 – When It's Springtime in the Rockies / An Ordinary Couple (Columbia Records, 41528)
- 1959 – I'll Make You Mine / Before You (Columbia Records, 41626)
- 1960 – Don't Leave Me Now / Tell Me (Columbia Records, 41705)
- 1961 – I Believe / A Mother's Love (Liberty Records, 55400) con Timi Yuro
- 1961 – How Many Nights, How Many Days / I'll Bring Along My Banjo (United Artists Records, 341)
- 1962 – A Lover's Question / Nothing Goes Up Without Coming Down (Liberty Records, 55404)
- 1962 – Cry / Scotch and Soda (Liberty Records, 55431)
- 1963 – After My Laughter Came Tears / Lookout Chattanooga (Decca Records, 31459)
- 1963 – Lonely Wine / I Can't Stop Crying for You (Decca Records, 31507)
- 1964 – Can't I / Break My Heartbreak (Decca Records, 31601)
- 1964 – One Life / Sometime Love (Groove Records, 58-0044)